# هودوریخت‌دندان
هودوریخت‌دندان (نام علمی: Eudimorphodon) نام یک سرده از راسته پتروسور است.
هودوریخت‌دندان از قدیمی‌ترین و ابتدایی‌ترین خزندگان بال‌دار است و بقایای سنگواره‌ایش در سنگ‌های چین‌خورده‌ی کوه‌های شمال ایتالیا فراوانند. این جانور بی‌تردید نوعی خزنده‌ی بال‌دار بود و همه‌ی ویژگی‌های متمایزکننده‌ی این گروه را داشت، از جمله انگشت چهارمِ بسیار کشیده‌ای که غشای بالش را نگه می‌داشت. هودوریخت‌دندان، علاوه بر غشای بال، غشاهای دیگری هم میان مچ دست و گردن و میان پاها و دمش داشت که به هواسُری آن کمک می‌کردند. اما تحلیل اسکلت هودوریخت‌دندان نشان می‌دهد که می‌توانسته با بال زدن هم پرواز کند.
هودوریخت‌دندان خزنده‌ی بال‌دار نسبتاً کوچکی بود و حدود ۱۰ کیلو وزن داشت؛ وزنی که در مقایسه با ابعاد غول‌آسای خویشاوندان آینده‌اش مثل کوتزلکوتلوس ناچیز به‌نظر می‌رسد.
دندان‌های پیچیده‌ی هودوریخت‌دندان هم آن را از بیشتر خزندگان بال‌دار دیگر متمایز می‌کنند. بیشتر خزندگان بال‌دار دندان‌هایی ساده داشتند -یا اصلاً دندان نداشتند- اما هودوریخت‌دندان دهانی پر از دندان‌هایی عجیب داشت که هر کدامشان چند دندانه‌ی کوچک داشتند. این دندان‌ها برای گرفتن و خرد کردن شکار عالی بودند و ممکن است که در نتیجه‌ی انطباق یافتن جانور با خوردنِ ماهی‌های بزرگ پدیدار شده باشند.